# Turbonilla conradi
Turbonilla conradi är en snäckart som beskrevs av Bush 1899. Turbonilla conradi ingår i släktet Turbonilla och familjen Pyramidellidae. Inga underarter finns listade i Catalogue of Life.